# Säll den vars överträdelse
Säll den vars överträdelse är en gammal psalm i åtta verser av Haquin Spegel. Texten grundas på Psaltaren 32. Högmarck (1736) skrev Man skulle letteligen kunna tro at Auctor hafft för sig then Tyska Psalmen: Wol dem/ dem GOTT all seine Synd. Och therifrån wår öfwersatt, så framt han icke wore mycket olik och twå wersar längre.  I 1819 års psalmbok återstår sex verser och innehållet har genomgått en omfattande bearbetning av Johan Olof Wallin men med synbara spår av psaltarpsalmen som samma källa. I 1937 års psalmbok publiceras samma text, men då anges bara Wallin som författare.
Texten i 1695 års psalmbok inleds med orden:
Säll then hwars öfwerträdelse
Gudh uthaf nådh tilgifwer
Hwars synd han icke wil framsee
Men öfwerskylder blifwer
Melodin är ursprungligen publicerad i New Ordentlich Gesangbuch 1648. Enligt 1697 års koralbok användes melodin även till psalmerna O Herre Gudh tu hörer böön (nr 66) och Min högsta skatt, o Jesus kär (nr 252) och O Jesus Krist, min högsta tröst (nr 255).
|  |
|  |

## Publicerad som
- Nr 47 i 1695 års psalmbok under rubriken "Konung Davids Psalmer".
- Nr 196 i 1819 års psalmbok med sex verser, under rubriken "Nådens ordning: Omvändelsen: Trons seger, förtröstan och visshet om syndaförlåtelse".
- Nr 289 i 1937 års psalmbok under rubriken "Tro, förlåtelse, barnaskap".